# Bernd Rohwer

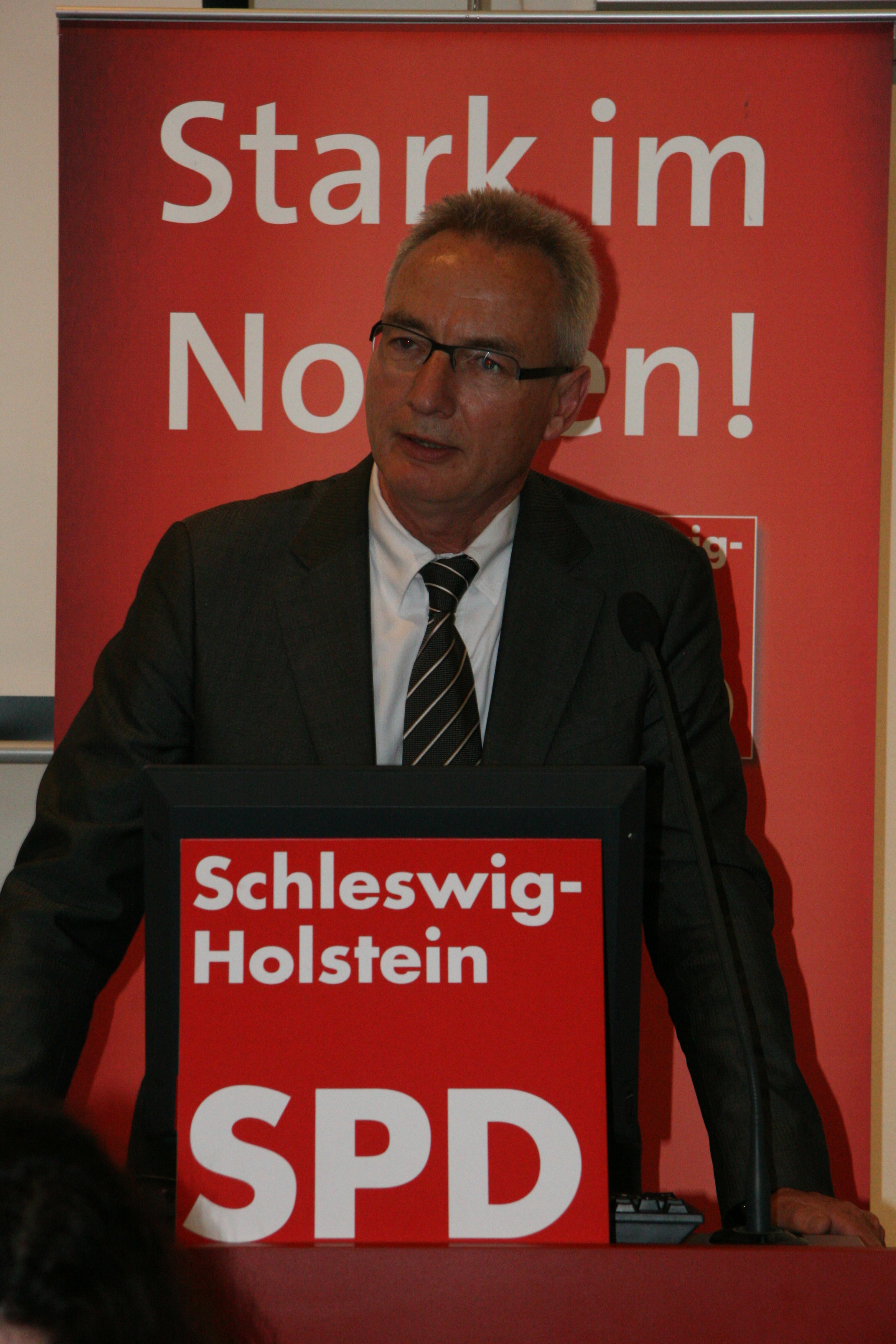
Bernd Rohwer

Bernd Rohwer (* 21. Oktober 1951 in Neumünster) ist ein deutscher Wirtschaftswissenschaftler und Politiker (SPD). Er war von 2000 bis 2005 Wirtschaftsminister des Landes Schleswig-Holstein.

## Leben und Beruf
Bernd Rohwer ist ein Sohn des Komponisten Jens Rohwer. Nach dem Abitur 1970 am Johanneum zu Lübeck und dem Wehrdienst in Hamburg und Pinneberg absolvierte Rohwer ab 1972 ein Studium der Volkswirtschaftslehre an der Universität Freiburg im Breisgau, welches er 1976 als Diplom-Volkswirt beendete. Er war dann wissenschaftlicher Mitarbeiter am Institut für Finanzwissenschaft der Universität Freiburg.
1978 erhielt er ein Forschungsstipendium des Evangelischen Studienwerk Villigst, das ihm einen einjährigen Forschungsaufenthalt an der University of California, Berkeley in den USA ermöglichte. 1981 promovierte Bernd Rohwer zum Dr. rer. pol. mit einer Arbeit über das Thema Beschäftigungspolitik bei anhaltend geringem Wirtschaftswachstum.
Von 1984 bis 1986 erhielt Bernd Rohwer ein Forschungsstipendium der Deutschen Forschungsgemeinschaft (DFG) und habilitierte sich 1987 an der Universität Freiburg mit einer Arbeit zum Thema Konjunktur und Wachstum. Seit 1987 war er Privatdozent an der Universität Freiburg, wobei er die Themenbereiche Finanzwissenschaft, Finanzpolitik und Wirtschaftspolitik abdeckte. Von 1991 bis 1993 nahm Bernd Rohwer einen Lehrauftrag an der Universität Kiel wahr. 1999 wurde Bernd Rohwer zum außerplanmäßigen Professor an der Universität Freiburg im Breisgau ernannt, 2002 zum außerplanmäßigen Professor an der Kieler Universität.
Von 1987 und 1988 leitete Bernd Rohwer das Referat Wirtschaftspolitik und Redaktion in der Westdeutschen Landesbank (WestLB) in Düsseldorf, bis er von Björn Engholm als Leiter des Planungsstabes und der Denkfabrik in die Staatskanzlei des Landes Schleswig-Holstein berufen wurde. 1993 übernahm Rohwer dann die Leitung der Abteilung Ressortkoordinierung und Planung und war gleichzeitig stellvertretender Chef der Staatskanzlei.
Nach seiner Tätigkeit als Staatssekretär (1998–2000) sowie Wirtschafts- und Verkehrsminister in der Landesregierung Schleswig-Holstein (siehe Öffentliche Ämter) war Bernd Rohwer seit Oktober 2006 Hauptgeschäftsführer der Industrie- und Handelskammer zu Lübeck und seit Januar 2007 zusätzlich der IHK Schleswig-Holstein. Er stellte diese Aufgaben 2010 zur Verfügung. Seitdem ist er im Vorstand der Unternehmensinitiative HanseBelt tätig und nimmt seine außerplanmäßige Professur an der Universität Kiel wahr.
Bernd Rohwer ist verheiratet und hat zwei Kinder.

## Öffentliche Ämter
1998 wurde er als Staatssekretär im Ministerium für Wirtschaft, Technologie und Verkehr in die von Ministerpräsidentin Heide Simonis geführte Landesregierung berufen. Nach der Landtagswahl 2000 wurde er dann zum Minister für Wirtschaft, Technologie und Verkehr des Landes Schleswig-Holstein ernannt. Nach einer Kabinettsreform leitete Rohwer ab dem 1. März 2003 das schleswig-holsteinische Ministerium für Wirtschaft, Arbeit und Verkehr.
Bernd Rohwer entschloss sich nach der Landtagswahl 2005, nicht mehr für ein Ministeramt in der schleswig-holsteinischen Landesregierung zur Verfügung zu stehen. Rohwer begründete seinen Rücktritt zwar mit der persönlichen Lebensplanung, war aber auch offener Befürworter einer großen Koalition anstelle einer vom SSW tolerierten rot-grünen Minderheitsregierung. Nach der gescheiterten Wiederwahl von Heide Simonis war er seit dem 17. März 2005 als geschäftsführender Minister weiterhin im Amt. Nach der anschließenden Bildung einer Großen Koalition und der Wahl von Peter Harry Carstensen (CDU) zum Ministerpräsidenten schied er am 27. April 2005 aus der Landesregierung aus.